# 一美和成
一美 和成（いちみ かずなり、1997年11月10日 - ）は、熊本県八代市出身のプロサッカー選手。Jリーグ・ファジアーノ岡山FC所属。ポジションはフォワード（センターフォワード）。

## 来歴

### プロ入り前
地元熊本にあるクラブで年中から小学5年生までサッカーの基礎を習い活躍する。その後エスペランサ熊本ジュニアに移籍、小川中学時代は週末はエスペランサ熊本でプレーし平日にはJFAアカデミー熊本宇城に通いプレーの基礎を学んだ。中学卒業後熊本のサッカー名門校大津高校に進学すると、2年次の2014年の全国高校総体でチームは準優勝の成績をおさめ大会優秀選手に選出された。3年次の2015年4月に特別指定選手としてロアッソ熊本に登録されると、同年9月にはFW転向からわずか1年で年代別代表に選出された。
2015年10月22日、同じく熊本の特別指定選手であった野田裕喜とともにガンバ大阪加入内定が発表された。ガンバ大阪がユース以外の高校生ルーキーを獲得するのは、玉置慎也以来、8年ぶりのこととなる。12月、自身にとっては初となる選手権への出場権を掴み野田と共に大会の注目選手に挙げられ、初戦となる2回戦前橋育英高校戦では1点ビハインドの状況からPKで同点ゴールを決めたがチームは敗れ初戦敗退となった。

### ガンバ大阪
2016年よりガンバ大阪に入団。3月13日、J3リーグ開幕戦のY.S.C.C.横浜戦でプロ初先発。7月10日、J3第13節のセレッソ大阪U-23戦との大阪ダービーでは、途中出場からプロ初得点をあげて2-1の勝利に貢献した。
2017年3月20日、J3第2節のSC相模原戦でケガから復帰を果たし、5月21日、第9節のアスルクラロ沼津戦でA契約に移行した。7月2日、第15節の栃木SC戦でシーズン初得点を決め、7月15日、第17節のブラウブリッツ秋田戦では首位相手に2得点を決めて勝利に貢献した。
2018年8月10日、J1第21節のFC東京戦でJ1リーグ初先発を飾り、9月9日、ルヴァンカップ準々決勝第2戦の横浜F・マリノス戦でトップチーム初得点を決めた。10月6日、第29節のセレッソ大阪戦では途中出場してダービー戦初出場を果たした。

### レンタル時代
2019年1月7日、京都サンガF.C.に育成型期限付き移籍で加入。4月7日、第8節の栃木SC戦で初先発を飾ると、移籍後初得点を含む2得点を決めた。5月25日、第15節のレノファ山口FC戦では2試合連続ゴールを決めた。8月4日、第26節の東京ヴェルディ1969戦でシーズン二桁ゴールを達成。12月4日、キリンチャレンジカップ・ジャマイカ戦に挑むU-22日本代表メンバーに初選出され、28日の当試合で途中出場から得点を決めた。
2020シーズンより、横浜FCに期限付き移籍により加入すると発表された。7月4日、第2節の北海道コンサドーレ札幌戦でJ1初ゴールを決めた。

### ガンバ大阪復帰
2021年1月4日、ガンバ大阪に期限付きから復帰した。5月12日、第20節のサンフレッチェ広島戦で復帰後ガンバ大阪でのJ1初得点を決めた。

### 徳島ヴォルティス
2021年8月11日、徳島ヴォルティスに完全移籍で加入した。 9月18日、第29節の川崎フロンターレ戦で移籍後初得点を決めた。

### 京都サンガF.C.
2023年、京都サンガF.C.へ完全移籍で復帰した。

### ファジアーノ岡山FC
2024年7月、ファジアーノ岡山FCへの完全移籍を発表。

## 所属クラブ
- エスペランサ熊本ジュニア
- エスペランサ熊本ジュニアJrユース
- JFAアカデミー熊本宇城2期生
- 2013年 - 2015年 熊本県立大津高等学校
  - 2015年 ロアッソ熊本 (特別指定選手)
- 2016年 - 2021年8月  ガンバ大阪
  - 2019年  京都サンガF.C. (育成型期限付き移籍)
  - 2020年  横浜FC（期限付き移籍)
- 2021年8月 - 2022年  徳島ヴォルティス
- 2023年 - 2024年7月  京都サンガF.C.
- 2024年7月 -  ファジアーノ岡山FC

## 個人成績
| 国内大会個人成績 | 国内大会個人成績 | 国内大会個人成績 | 国内大会個人成績 | 国内大会個人成績 | 国内大会個人成績 | 国内大会個人成績 | 国内大会個人成績 | 国内大会個人成績 | 国内大会個人成績 | 国内大会個人成績 | 国内大会個人成績 |
| 年度             | クラブ           | 背番号           | リーグ           | リーグ戦         | リーグ戦         | リーグ杯         | リーグ杯         | オープン杯       | オープン杯       | 期間通算         | 期間通算         |
| 年度             | クラブ           | 背番号           | リーグ           | 出場             | 得点             | 出場             | 得点             | 出場             | 得点             | 出場             | 得点             |
| 日本             | 日本             | 日本             | 日本             | リーグ戦         | リーグ戦         | リーグ杯         | リーグ杯         | 天皇杯           | 天皇杯           | 期間通算         | 期間通算         |
| ---------------- | ---------------- | ---------------- | ---------------- | ---------------- | ---------------- | ---------------- | ---------------- | ---------------- | ---------------- | ---------------- | ---------------- |
| 2016             | G大阪            | 33               | J1               | 0                | 0                | 0                | 0                | 0                | 0                | 0                | 0                |
| 2017             | G大阪            | 33               | J1               | 0                | 0                | 0                | 0                | 0                | 0                | 0                | 0                |
| 2018             | G大阪            | 19               | J1               | 9                | 0                | 2                | 1                | 0                | 0                | 11               | 1                |
| 2019             | 京都             | 23               | J2               | 36               | 17               | -                | -                | 0                | 0                | 36               | 17               |
| 2020             | 横浜FC           | 9                | J1               | 31               | 4                | 3                | 0                | -                | -                | 34               | 4                |
| 2021             | G大阪            | 20               | J1               | 18               | 1                | -                | -                | 1                | 0                | 19               | 1                |
| 2021             | 徳島             | 17               | J1               | 12               | 2                | -                | -                | -                | -                | 12               | 2                |
| 2022             | 徳島             | 17               | J2               | 25               | 7                | 0                | 0                | 0                | 0                | 25               | 7                |
| 2023             | 京都             | 22               | J1               | 13               | 0                | 2                | 1                | 0                | 0                | 15               | 1                |
| 2024             | 京都             | 22               | J1               | 12               | 0                | 1                | 0                | 2                | 0                | 15               | 0                |
| 2024             | 岡山             | 22               | J2               | 11               | 1                | -                | -                | -                | -                | 11               | 1                |
| 2025             | 岡山             | 22               | J1               |                  |                  |                  |                  |                  |                  |                  |                  |
| 通算             | 日本             | 日本             | J1               | 95               | 7                | 8                | 2                | 3                | 0                | 106              | 9                |
| 通算             | 日本             | 日本             | J2               | 72               | 25               | 0                | 0                | 0                | 0                | 72               | 25               |
| 総通算           | 総通算           | 総通算           | 総通算           | 167              | 32               | 8                | 2                | 3                | 0                | 178              | 34               |

その他の公式戦
| 2016   | G大23  | 33     | J3     | 29 | 3  | 29 | 3  |
| 2017   | G大23  | 33     | J3     | 25 | 8  | 25 | 8  |
| 2018   | G大23  | 19     | J3     | 21 | 8  | 21 | 8  |
| 通算   | 日本   | 日本   | J3     | 75 | 19 | 75 | 19 |
| 総通算 | 総通算 | 総通算 | 総通算 | 75 | 19 | 75 | 19 |

- 2021年
  - FUJI XEROX SUPER CUP 1試合0得点

| 国際大会個人成績 | 国際大会個人成績 | 国際大会個人成績 | 国際大会個人成績 | 国際大会個人成績 |
| 年度             | クラブ           | 背番号           | 出場             | 得点             |
| AFC              | AFC              | AFC              | ACL              | ACL              |
| ---------------- | ---------------- | ---------------- | ---------------- | ---------------- |
| 2016             | G大阪            | 33               | 0                | 0                |
| 2017             | G大阪            | 33               | 0                | 0                |
| 2021             | G大阪            | 20               | 3                | 1                |
| 通算             | AFC              | AFC              | 3                | 1                |

- 2024年
  - J1昇格プレーオフ：2試合0得点

- Jリーグ初出場 - 2016年3月13日 J3第1節 vsY.S.C.C.横浜（市立吹田サッカースタジアム）
- Jリーグ初得点 - 2016年7月10日 J3第13節 vsセレッソ大阪U-23（キンチョウスタジアム）

## タイトル

### 代表
U-18日本代表
- パンダカップ：1回（2015年）

## 代表歴
- 日本高校サッカー選抜
  - NEXT GENERATION MATCH（2015年）
- U-18日本代表
  - SBSカップ 国際ユースサッカー（2015年）
  - Panda Cup（2015年）
  - 長安フォードカップ（2015年）
  - AFC U-19選手権2016・予選（2015年）
- U-22日本代表
  - キリンチャレンジカップ（2019年）
- U-23日本代表
  - 千葉キャンプ（2020年）